# Вилислав
Вилислав Асенов Андреев, по-известен само като Вилислав, е български попфолк и поп певец.

## Биография
Вилислав е роден на 4 януари 1992 г. в гр. Велико Търново. От малък мечтае за голямата сцена и търси своя път към нея. Възхищава се на изпълнители като Енрике Иглесиас, Рики Мартин, Васил Найденов и др.
На 8-годишна възраст започва да играе народни танци в Детско-юношески танцов ансамбъл „Търновче“ в родния му град, където се заражда и любовта му към българския фолклор. Само след година обаче, учителката му по музика в училище забелязва вокалните му заложби и го насочва в друга посока – насърчава го да започне да ходи на уроци по пеене и на солфеж. Първият преподавател по пеене на Вилислав е известната търновска оперна певица Мария Касабова, но впоследствие той решава, че операта не е неговия стил. Започва да ходи на уроци по поп пеене при Венелина Пъневска. С времето става все по-добър вокално и започва да се изявява на много конкурси за млади таланти в България, а впоследствие и в чужбина. Носи златни медали на страната ни от Армения, Румъния, Русия, Италия, Испания и много други.
През 2011 г. завършва Природо-математическата гимназия „Васил Друмев“ във Велико Търново с профил Биология и здравно образование. След това се премества в София и започва да учи поп и джаз пеене в Националната музикална академия „Проф. Панчо Владигеров“. През годините на своето обучение там, Вилислав насочва вниманието си основно върху поп музиката. Прави своя дебют на професионалната музикална сцена през 2015 г. с песента „Знаеш как“, а през март 2016 г. подписва договор с новосформиралата се музикална компания на композитора Йорданчо Василковски – Оцко – Хит Микс Мюзик.

## Музикална кариера

### 2015: Дебют в поп музиката
По време на обучението си в НМА, Вилислав насочва вниманието си основно върху поп музиката. Създава много контакти в поп средите, участва в мюзикълите Fame и Footloose, сформира своя банда, с която прави няколко самостоятелни концерта в столични клубове. Тласък по пътя му към реализацията в музикалната сфера, му дава големия успех, който постига на Международния конкурс за млади таланти „Eurotalent“ в Неапол, Италия през януари 2015 г. Вилислав печели голямата награда на фестивала и след завръщането му в България, медиите започват да говорят за него и талантливото момче е забелязано.
Вилислав получава предложение за съвместен проект с българо-австрийския авторски тандем Symphonix, работила с изпълнители като Поли Генова, Деси Слава, Костас Мартакис, Орлин Павлов и др. Няколко месеца след това, на 23 април 2015 г. е премиерата на дебютния му проект, озаглавен „Знаеш как“. Автори на музиката и аранжимента са Борислав Миланов и Себастиан Арман, а текстът е дело на Гери Турийска. Режисьор на видеото е Виктор Антонов – Рик. С тази песен Вилислав е поканен да представи България на Конкурса за нова авторска песен „Univer Song“ през юли 2015 г. на о-в Тенерифе, Испания. Изпълнителят печели награда за най-добър глас, а песента попада в няколко испански радио класации. С песента „Знаеш как“, Вилислав е номиниран и за Годишните музикални награди на БГ Радио за 2015 г. в категориите БГ Дебют, БГ Текст, БГ Песен, БГ Изпълнител и БГ Видеоклип.
Веднага след завръщането си в България, младият изпълнител започва работа и по второто си поп парче озаглавено „Остани“. Официалната премиера на песента е на 11 октомври 2015 г. Музиката и аранжиментът отново са дело на Symphonix, но този път певецът залага за текста на рапъра Бобо. Същият е и екипа, който работи по заснемането на видеото. Този проект се оказва по-успешен за Вилислав, от дебютната му песен. „Остани“ се излъчва по абсолютно всички музикални телевизии, включително и тези за попфолк музика, както и по-голяма част от радиата.

### 2016: Договор с „Hit Mix Music“
Въпреки успеха на втората си самостоятелна песен „Остани“, Вилислав решава да експериментира и да поеме в друга творческа посока. Сам казва, че не иска да се поставя в рамки и да ограничава музиката, която прави, за това решава за следващия си проект да се довери на хитмейкъра Йорданчо Василковски – Оцко и да предложи на своите почитатели попфолк парче. В края на 2015 г. започват работа по бъдещата трета песен на Вилислав – „Обяснителен режим“. Оцко създава музиката и аранжимента на песента, а Мариета Ангелова пише текста.
По това време композиторът Оцко, вече е сформирал екип и е твърдо решен да създаде своя собствена музикална компания, и да започне да продуцира млади изпълнители, които да наложи на музикалния пазар. В процеса на работа по „Обяснителен режим“, Оцко вижда огромния потенциал във Вилислав и решава да му предложи да стане част от новата компания. Изпълнителят подписва договор и става един от първите изпълнители на „Хит Микс Мюзик“. На 18 март 2016 г. е премиерата на първия му попфолк проект в ефира на „Hit Mix Channel“.
В средата на юли 2016, Вилислав издава четвъртата си подред песен, озаглавена „Остава скрито“. Автор на музиката и аранжимента отново е Оцко, а текстът е на Йордан Ботев. За видеоклипа към парчето, младият изпълнител се доверява на нашумелия със скандалните си видеоклипове режисьор Павлин Иванов - Bashmotion.
Изпълнителят стартира 2017 с песента „Забравих те“. Музиката и аранжимента са дело на Оцко, а на текста – Петя Радева и Вилислав. Около този проект се заформя скандал, заради участието на Издислав, зародил се от едноименната песен на Фики. Мненията на феновете са смесени – на едни им харесва и оценяват проекта високо, на други – не и смятат, че този проект прави лоша реклама на Вилислав.  Въпреки това, песента „Забравих те“ има най-висока гледаемост от всички проекти до момента на изпълнителя. През март същата година, Вилислав взема решението да прекрати договорните си отношения с Хит Микс Мюзик и е поредният напуснал музикалната компания. 
В края на 2017 г., Вилислав промотира дуетното си парче с рапъра Устата, озаглавено „Наглата“. В средата на юни 2018 промотира дуета си с колежката си Кали – „Да сложим край“.

## Песни
| Година | Песен             | Музика                            | Аранжимент                  | Текст                                        |
| ------ | ----------------- | --------------------------------- | --------------------------- | -------------------------------------------- |
| 2015   | Знаеш как         | Борислав Миланов, Себастиан Арман | Symphonix, CTP Studio       | Гери Турийска                                |
| 2015   | Остани            | Борислав Миланов, Себастиан Арман | Symphonix, CTP Studio       | Борислав Димитров – Бобо                     |
| 2016   | Обяснителен режим | Йорданчо Василковски – Оцко       | Йорданчо Василковски – Оцко | Мариета Ангелова                             |
| 2016   | Остава скрито     | Йорданчо Василковски – Оцко       | Йорданчо Василковски – Оцко | Йордан Ботев                                 |
| 2017   | Забравих те       | Йорданчо Василковски – Оцко       | Йорданчо Василковски – Оцко | Вилислав, Петя Радева                        |
| 2017   | Наглата           | Деян Асенов                       | Деян Асенов                 | Росен Димитров, Анастасия Мавродиева, Устата |
| 2018   | Да сложим край    | Diamond Beats Production          | Diamond Beats Production    | Росен Димитров, Анастасия Мавродиева         |

## Видеоклипове
| Видеоклип         | Премиера   | Режисьор                   |
| ----------------- | ---------- | -------------------------- |
| Знаеш как         | 23.04.2015 | Виктор Антонов – Rikk      |
| Остани            | 11.10.2015 | Виктор Антонов – Rikk      |
| Обяснителен режим | 18.03.2016 | Добромир Николов           |
| Остава скрито     | 15.07.2016 | Павлин Иванов - Bashmotion |
| Забравих те       | 28.01.2017 | Виктор Антонов – Rikk      |
| Наглата           | 17.11.2017 | Людмил Иларионов – Люси    |
| Да сложим край    | 21.06.2018 | Виктор Антонов – Rikk      |